# Championnat de Suisse de hockey sur glace 1912-1913
Saison précédente Saison suivante
La saison 1912-1913 est la 5e saison du championnat de Suisse de hockey sur glace. Elle se dispute en fait les 25 et 26 janvier 1913 aux Avants, dans le canton de Vaud,. C'est la dernière saison du championnat national avant celle de 1915-1916. L'exercice 1913-1914 sera annulé à cause du mauvais temps (sauf la Série B), alors que celui de 1914-1915 le sera complètement en raison de la mobilisation pour la Première Guerre mondiale.

## Championnat national
- HC Bellerive Vevey - Akademischer EHC Zürich 3-3
- HC Les Avants - HC Bellerive Vevey 7-0
- HC Les Avants - CP Lausanne 4-0
- CP Lausanne - Akademischer EHC Zürich 1-0

| Clt   | Équipe                  | PJ | V | D | N | BP | BC | Diff | Pts |
| ----- | ----------------------- | -- | - | - | - | -- | -- | ---- | --- |
| +001, | HC Les Avants (T)       | 2  | 2 | 0 | 0 | 11 | 0  | +11  | 4   |
| +002, | CP Lausanne             | 2  | 1 | 1 | 0 | 1  | 4  | -3   | 2   |
| +003, | Akademischer EHC Zürich | 2  | 0 | 1 | 1 | 3  | 4  | -1   | 1   |
| +004, | HC Bellerive Vevey      | 2  | 0 | 1 | 1 | 3  | 10 | -7   | 1   |

- En gras : champion de Suisse

Le HC Les Avants remporte son 2e titre, le 2e consécutivement.

## Série B
- HC La Villa - Lausanne 6-2
- La Villa - HC Rosey 1-1
- La Villa - HC Berne 6-1
- La Villa - Leysin SC 7-2

L'Institut Auckenthaler de La Villa remporte ce championnat.